# Elecciones del Distrito Metropolitano de Quito de 2014
Las elecciones del Distrito Metropolitano de Quito de 2014 se llevaron a cabo el 23 de febrero de dicho año. En estas se eligieron al Alcalde Metropolitano de Quito y a 21 Concejales Metropolitanos de los cuales 15 son representantes de las parroquias urbanas y 6 de las parroquias rurales del Distrito. La campaña se desarrolló del 7 de enero al 20 de febrero. El ganador de la Alcaldía fue Mauricio Rodas de la Alianza conformada por los movimientos SUMA y VIVE. El Movimiento Alianza PAIS consiguió una apretada mayoría en el Concejo Metropolitano, ganando 11 de las 21 Concejalías.

## Distritos Electorales para elección de concejales
Por primera vez en la historia, los concejales urbanos se eligieron por distritos. El Consejo Nacional Electoral (CNE) anunció que para la elección de los quince concejales urbanos, el área urbana de Quito D.M. se dividiría en tres distritos; Norte, Centro y Sur.
| Distrito          | Parroquias del Distrito Electoral | Concejales que eligen |
| ----------------- | --- | --------------------- |
| Distrito 1 Norte  | 11 Parroquias:El Inca Carcelén Ponceano Jipijapa Kennedy Rumipamba Cochapamba Comité del Pueblo Concepción Cotocollao El Condado                                | 5 concejales          |
| Distrito 2 Centro | 12 Parroquias:Belisario Quevedo Centro Histórico Chilibulo Chimbacalle Mariscal Sucre Iñaquito Itchimbía San Juan Magdalena La Ferroviaria Puengasí La Libertad | 5 concejales          |
| Distrito 3 Sur    | 9 Parroquias:Guamaní Chillogallo Quitumbe La Argelia San Bartolo La Ecuatoriana Solanda Turubamba La Mena                                                       | 5 concejales          |

Además los habitantes de las 32 parroquias rurales eligieron seis concejales, por lo que técnicamente las parroquias rurales de Quito conforman un cuarto distrito electoral.

## Candidatos a Alcalde Metropolitano
Hubo seis candidatos para ocupar la alcaldía metropolitana en el año 2014:
- Mauricio Rodas por la alianza SUMA - VIVE. En la etapa preelectoral del 2013, el excandidato presidencial Rodas anunció su candidatura para la alcaldía de Quito. En esta etapa, también habían presentado su candidatura el concejal Antonio Ricaurte por el Movimiento VIVE y el excandidato vicepresidencial Juan Carlos Solines por CREO. Ambos buscaron un acercamiento con Rodas, lo cual terminó en la declinación de Ricaurte en su candidatura como alcalde o como concejal, forjando la alianza electoral entre su movimiento y el de Rodas, mientras que Solines renunció a su candidatura y el movimiento CREO apoyó a Rodas, ambos con el objetivo de no permitir la reelección de Barrera. La campaña de Rodas se basó en visitar los barrios, principalmente del norte y del centro, enfocando su mensaje en darle a Quito un gobierno responsable, criticando a la gestión de Barrera. Para el final de la campaña electoral, el candidato por Pachakutik, Milton Castillo, pidió votar por Rodas, suspendiendo su campaña.
- Augusto Barrera por Alianza PAIS, buscando la reelección a su cargo. Su candidatura se basó en remarcar sus logros y obras durante su gestión, con una fuerte campaña mediática en la que se resaltaba su candidatura como de la Revolución Ciudadana y que era apoyada por el presidente Rafael Correa, no prestando atención en un inicio a los candidatos de oposición, pero conforme fue creciendo la candidatura de Rodas, se sumaron a su campaña el prefecto de Pichincha Gustavo Baroja y el presidente de la república Rafael Correa, los cuales advertían de que con el triunfo de Rodas, la extrema derecha obtendría la capital con objetivos desestabilizadores para el gobierno de Correa, criticando a Rodas por no haber residido en la ciudad por varios años.
- Los otros candidatos, Víctor Hugo Erazo por Sociedad Patriótica, Gonzalo Pérez por el PRIAN, Jessica Benítez por el PRE y Milton Castillo por Pachakutik no recibieron mayor cobertura mediática ni apoyo electoral.

## Encuestas de intención de voto para alcalde
| Encuestadora         | Fecha       | Opciones            | Opciones        | Opciones           | Opciones           | Opciones             | Opciones           | Opciones | Opciones  | Opciones |
| -------------------- | ----------- | ------------------- | --------------- | ------------------ | ------------------ | -------------------- | ------------------ | -------- | --------- | -------- |
| Encuestadora         | Fecha       |                     |                 |                    |                    |                      |                    | Nulos    | En blanco | NS/NC    |
| Encuestadora         | Fecha       | 3 Víctor Hugo Erazo | 7 Gonzalo Pérez | 10 Jessica Benítez | 18 Milton Castillo | 23-61 Mauricio Rodas | 35 Augusto Barrera | Nulos    | En blanco | NS/NC    |
| Perfiles de Opinión  | 23-10-2013  |                     |                 |                    |                    | 9%                   | 47%                | 10%      | 12%       |          |
| CEDATOS              | 4-11-2013   | 1%                  |                 |                    |                    | 23,5%                | 49,9%              | 12,1%    | 3,5%      | 40%      |
| Perfiles de Opinión  | 17-12-2013  | 1%                  | 1%              | 1%                 | 1%                 | 25%                  | 47%                | 10%      | 14%       |          |
| CEDATOS              | 19-12-2013  | 2%                  | 2%              | 2%                 | 2%                 | 20%                  | 42%                |          | 4%        | 27%      |
| Informe Confidencial | 20-12-2013  | 1%                  | 0%              | 1%                 | 0%                 | 20%                  | 49%                | 19%      |           | 10%      |
| CEDATOS              | 26-12-2013  | 2%                  | 2%              | 1%                 | 1%                 | 24%                  | 45%                | 7%       | 5%        | 13%      |
| CMS                  | 24-01-2014  | 1,03%               | 0,48%           | 0,42%              | 0,52%              | 36,82%               | 28,56%             | 12,78%   |           | 19,39%   |
| Perfiles de Opinión  | 24-01-2014  | 1%                  | 1%              | 1%                 | 1%                 | 28%                  | 46%                | 9%       | 14%       |          |
| Opinión Pública      | 4-02-2014   | 1%                  | 1%              | 1%                 | 1%                 | 28,6%                | 39%                | 9,6%     | 20%       |          |
| Market               | 7/8-02-2014 | 1,25%               | 1,25%           | 1,25%              | 1,25%              | 42%                  | 36%                | 11%      | 6%        |          |
| Opinión Pública      | 8-02-2014   | 2%                  | 1%              | 1%                 | 1%                 | 38%                  | 40%                | 5%       | 14%       |          |
| CEDATOS              | 8-02-2014   | 1,2%                | 0,5%            | 0,9%               | 0,3%               | 42,4%                | 39,6%              | 12%      | 3,1%      |          |
| CMS                  | 10-02-2014  | 0,62                | 0,62            | 0,47               | 0,11               | 40,49%               | 29,07%             |          |           | 16,67%   |

## Resultados

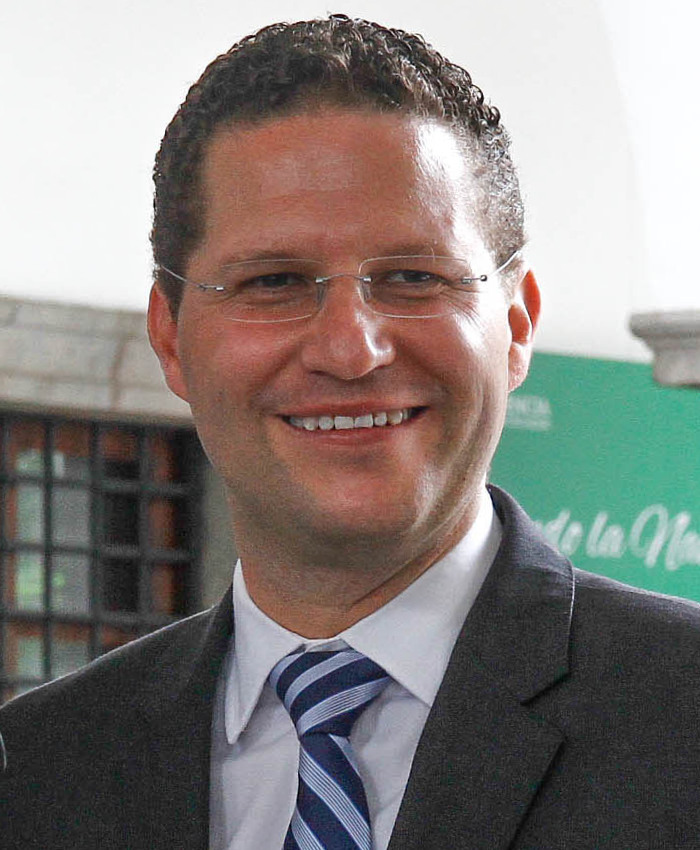
Mauricio Rodas, Alcalde Metropolitano de Quito electo.

### Alcalde Metropolitano
|  | 58.55 % |

|  | 38.01 % |

|  | 1.10 % |

|  | 1.09 % |

|  | 0.85 % |

|  | 0.41 % |

|  | 100 % |

### Nómina de Concejales Metropolitanos Electos

#### Distrito Urbano Norte
| Partido | Concejal         |
| ------- | ---------------- |
| SUMA    | Antonio Ricaurte |
| SUMA    | Marco Ponce      |
| SUMA    | Carla Cevallos   |
| PAIS    | Carlos Páez      |
| PAIS    | Soledad Benítez  |

#### Distrito Urbano Centro
| Partido | Concejal         |
| ------- | ---------------- |
| PAIS    | Jorge Albán      |
| PAIS    | Mario Guayasamín |
| PAIS    | Anabel Hermosa   |
| SUMA    | Pedro Freire     |
| SUMA    | Daniela Chacon   |

#### Distrito Urbano Sur
| Partido | Concejal         |
| ------- | ---------------- |
| PAIS    | Luisa Maldonado  |
| PAIS    | Eddy Sánchez     |
| PAIS    | Karen Sánchez    |
| SUMA    | Mario Granda     |
| SUMA    | Ivone Von Lippke |

#### Distrito Rural
| Partido | Concejal            |
| ------- | ------------------- |
| PAIS    | Susana Castañeda    |
| PAIS    | Patricio Ubidia     |
| PAIS    | Luis Reina Chamorro |
| SUMA    | Sergio Garnica      |
| SUMA    | Renata Moreno       |
| CREO    | Eduardo del Pozo    |